# Szabó Gabi (műsorvezető)
Szabó Gabi (Budapest, 1970. november 13. –) műsorvezető, sajtóreferens, szóvivő és újságíró.

## Élete
Középiskolai tanulmányait a Budai Nagy Antal Gimnáziumban végezte 1989-ben. 1992-ben diplomázott Gór Nagy Mária Színitanodában, miközben tanodásként három évig a Madách Színházban játszott. Ezután a Szegedi Tudományegyetem kommunikáció szakán végzett 2001-ben.
Dolgozott újságíróként 1992-2005 között az Elite és a Képes Európa újságoknál és 1997-2003 között pedig a fodrászok világával foglalkozó, a Te Stílusod magazinnál. Az Ökonet magazin főszerkesztő helyettese is volt. 2016-19 között a Magyarországi Szóvivők Országos Egyesülete (MSZE) elnökségi tagja.
1997-ben döntős volt a Riporter kerestetik című műsorban, harmadik helyen végzett. 1997-2010 között a Magyar Televízió szerkesztő-műsorvezetője volt és készített játékműsorokat. Felkérést kapott az Kisokos című gyerekhíradó műsorvezetésére, amit hét évig vezetett. Több csatornán is vezetett szórakoztató műsort, így a Viasat 3, Spektrum.
2012-ben létrehozta a Sajtós-Team-et. Sajtósként képviselte és képviseli többek között Papp Jánost, az Aquincumi Nyári Színházat, a Vidám Színpadot, Gájer Bálintot, a Centrál Színház Stand-apók című előadását és A Dalt, illetve a Kozmix 20 éves jubileumi és a Sinatra 100 koncerteket, valamint a Ferencvárosi TC (jégkorong)t és a hokisokat is.
2015-től a Rádió Bézs egyik műsorvezetője, műsorai az Egy kávé Micivel és a Van egy álmom!. Műsorvezetőként bemutatókon és eseményeken is közreműködik.
Diszlexiás. Alapítója a 2018-ban útjára indított Atipikus tehetség vándordíjnak, amit azok a művészek, médiából, közéletből ismert személyiségek kapnak, akik valamilyen láthatatlan zavar (pl. diszlexia) ellenére magas szinten képviselik hivatásukat – a kisplasztika Felényi Péter képzőművész alkotása.
2019-ben jelent meg első könyve, Szóvivők - a nagy generáció, 2020-ban jelent meg második könyve, Szóvivők újratöltve, kormányon innen és túl címmel, majd 2021-ben kiadta harmadik könyvét, MűSHOWrvezetők címmel. Kiadó: Colorcom - https://shop.colorcom.hu/termekcimke/szabo-gabi/ Archiválva 2022. január 11-i dátummal a Wayback Machine-ben
Elvált, egy fia van: Márkó.

## Díjai
- Szóvivők Sajtódíja (2017)[6]